# Juli Vela Buldó
Juli Vela Buldó (Barcelona, 10 de juliol de 1934, Barcelona 14 de novembre de 1997) fou mestre, fundador de la fundació Roca i Galés i president de la cooperativa Abacus durant més de 25 anys. Casat amb Maria Dolors Giral i pare de set fills.
Fill de Pedro Vela i Paquita Buldó, va néixer al barri del raval de Barcelona. Alumne de l'escola Collaso i Gil des de ben petit apuntava maneres de persona seriosa i responsable.
Estudià a l'Escola Industrial de Barcelona la carrera de Mestre químic industrial. Tot i que exercí de químic, prompte va dedicar-se plenament a l'ensenyament fent de mestre a l'escola Sant Gregori de Barcelona, Mowgli d'Igualada, a les barraques del barri de la sagrada família de Can Tunis i més endavant a l'Escola d'Estiu de Rosa Sensat.
Precisament, de la seva vinculació amb l'Associació de Mestres Rosa Sensat va sorgir el càrrec al qual dedicaria més de vint-i-cinc anys de la seva vida, el de president de la cooperativa Abacus la qual dugué des de ser una petita botiga dedicada a la venda de material enfocat a l'ensenyament a ser una gran empresa amb seus a diverses ciutats catalanes, Castelló i Madrid
Entre altres aficions que tenia, eren principals la fusteria, la pagesia i la restauració de mobles, sense oblidar, l'afició a les converses, a la bona taula i als amics.
Poc després de la seva mort, des de la cooperativa Abacus se li va retre un homenatge a les drassanes de Barcelona on es varen llegir un seguit de textos d'amics i companys que va anar coneixent al llarg de la seva vida, entre d'altres d'en Jordi Pujol, Marta Mata, Josep Amat Girbau i Paco Candel. Més tard, l'Associació de Mestres Rosa Sensat edità un llibre amb els textos llegits en aquell acte.